# 聖克魯斯山脈

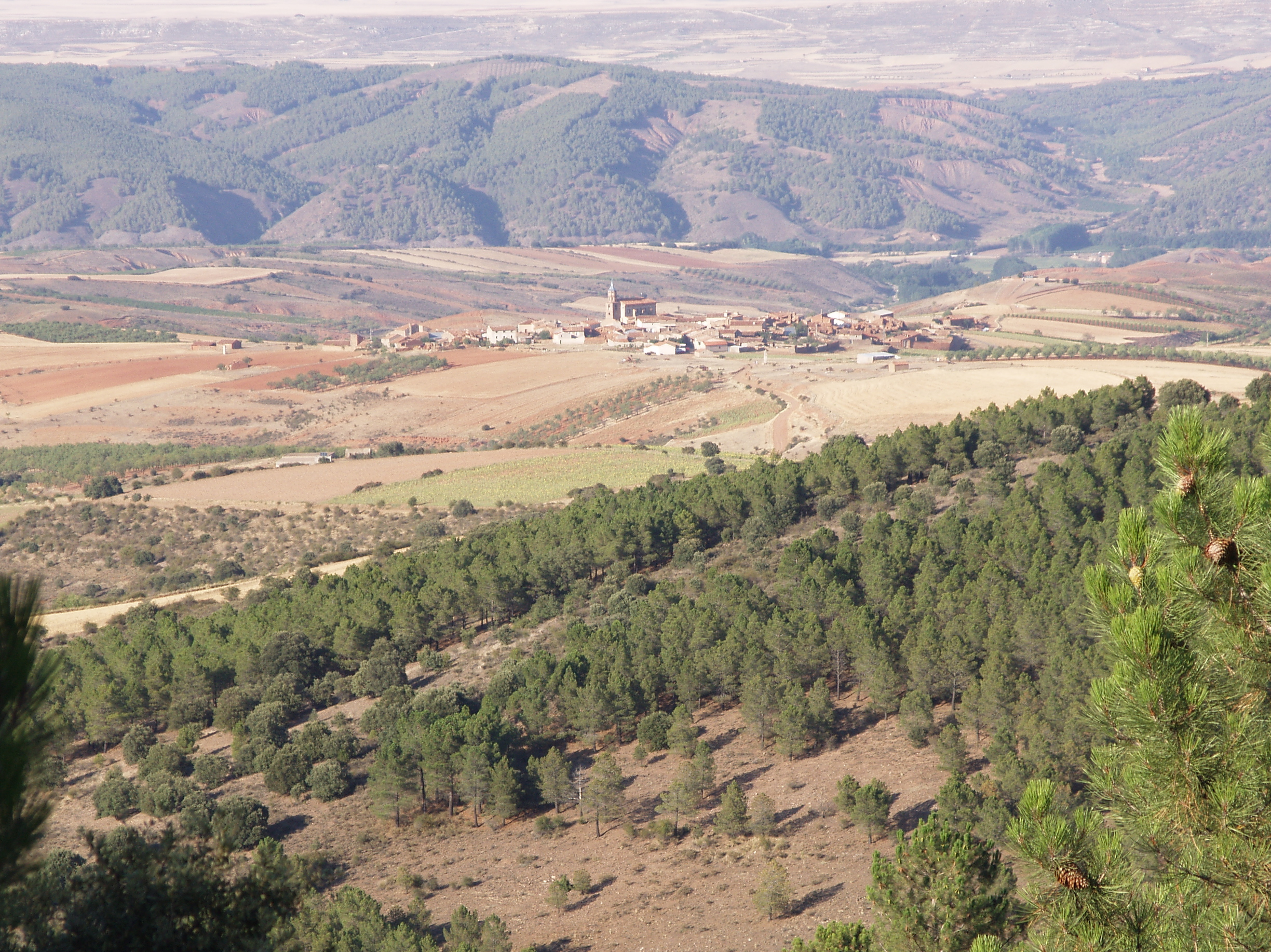

41°6′15″N 1°33′55″W / 41.10417°N 1.56528°W
聖克魯斯山脈（西班牙語：Sierra de Santa Cruz），是西班牙的山脈，位於阿拉貢自治區，處於加略坎塔湖以北，屬於伊比利亞山脈的一部分，最高點海拔高度1,423米。